# Denys Bojko
Denys Ołeksandrowycz Bojko, ukr. Денис Олександрович Бойко (ur. 29 stycznia 1988 w Kijowie) – ukraiński piłkarz grający na pozycji bramkarza.

## Kariera piłkarska

### Kariera klubowa
Syn znanego piłkarza Ołeksandra Bojki. Wychowanek Szkoły Piłkarskiej Dynama Kijów. Po akademii początkowo grał w drużynie Łokomotyw Kijów oraz młodzieżowej kadrze Dynamo-3, Dynamo-2, a także w rezerwach. 17 września 2005 debiutował w Dynamie-3 Kijów w meczu z Fakełem Iwano-Frankowsk (1:4). W 2008 został wypożyczony do CSKA Kijów, a latem 2009 do Obołoni Kijów. Latem 2011 został wypożyczony do Krywbasa Krzywy Róg. Przed rozpoczęciem nowego sezonu 2012/13 powrócił do kijowskiego klubu. W czerwcu 2013 został wypożyczony do Dnipra Dniepropetrowsk. W czerwcu 2014 Dnipro wykupił transfer piłkarza. 20 stycznia 2016 przeszedł do Beşiktaş JK. 31 sierpnia 2016 został wypożyczony do hiszpańskiej Malagi. 10 lutego 2018 wrócił na zasadach wypożyczenia do Dynama Kijów. 29 czerwca 2018 jako wolny agent podpisał nowy kontrakt z Dynamem.

### Kariera reprezentacyjna
Występował w młodzieżowej reprezentacji Ukrainy. Wcześniej grał w reprezentacji U-19 oraz w reprezentacji U-17. 18 listopada 2014 debiutował w narodowej reprezentacji Ukrainy w zremisowanym 0:0 meczu z Litwą.

## Sukcesy i odznaczenia
- najlepszy bramkarz Memoriału Makarowa: 2007